# Johanna Magerfleisch
Johanna Magerfleisch (* 25. Februar 1883 in Leipzig; † 12. Dezember 1972 in Glücksburg) war eine deutsche Malerin.

## Leben

### Familie
Johanna Magerfleisch (geb. Sauerwald) war seit dem 11. Oktober 1913 mit dem aus Altona stammenden Maler und Grafiker Johannes Magerfleisch (1885–1968) verheiratet, den sie während ihres Studiums in München kennengelernt hatte. Nach der Hochzeit siedelten sie nach Altona in die Friedensallee 71 über, wo auch ihre drei Söhne zwischen 1915 und 1919 geboren wurden.
1943 nahmen sie aufgrund der Bombenangriffe auf Hamburg ihren Wohnsitz im Haus Nordstern von Pastor Rühmann in Norgaardholz. Nach dem Tod ihres Ehemannes lebte Johanna Magerfleisch zunächst in Steinbergkirche, später einem Heim des Deutschen Roten Kreuzes in Glücksburg.

### Werdegang
Sie studierte bei Lovis Corinth an der Damenakademie des Münchner Künstlerinnenvereins. Nach der Übersiedlung nach Altona unterhielten ihr Mann und sie ein Atelier, anfangs war sie noch malerisch tätig, konnte jedoch aufgrund der Kindererziehung nur eingeschränkt künstlerisch arbeiten.
In ihren frühen Jahren widmete sie sich der Öl- und Porzellanmalerei, unter anderem Blumenstillleben, zeichnete später dann jedoch in Rötel und Pastell. Über den Verbleib ihrer Werke ist nichts bekannt.

## Mitgliedschaften
- 1914 wurde Johanna Magerfleisch nach „Inaugenscheinnahme der Arbeiten von Frau Magerfleisch“ einstimmig in den Altonaer Künstlerverein aufgenommen.
- In jungen Jahren gehörte sie dem Chor des Leipziger Gewandhauses an und war 1957 Mitbegründerin des Nordgaardholzer Frauenchors, für deren Mitgliedschaft sie die Goldene Ehrennadel mit Schleife des Deutschen Sängerbundes geehrt wurde.

## Ausstellungen
- 1914: „Schleswig-Holsteinische Kunst“, Altonaer Künstlerverein anlässlich Gartenbauausstellung zum 250-jährigen Stadtjubiläum Altonas[3][4]